# 부게꽃나무
부게꽃나무(Acer ukurunduense)는 한국 각처의 깊은 산 중턱 이상에 나는 낙엽소교목으로 높이 10m 내외이다. 잎은 어긋나고 타원형, 넓은 난형, 끝이 뾰족하다. 표면에 잔털이 없어지고, 뒷면은 흰색이며, 맥 부근에 털이 밀생하며 잎자루는 붉은빛이 돈다. 꽃은 노란색으로 암수한그루이며, 가지 끝에 20여 송이씩 총상꽃차례도 달리고, 4수성이다. 열매는 삭과이며, 목재는 신탄재로 쓰인다.